# El peregrino ruso
El peregrino ruso o Relatos de un peregrino ruso es un libro escrito entre 1853 y 1861. Junto con la Filocalia es uno de libros más populares del cristianismo ortodoxo, muy usado en la práctica contemplativa hesicasta.

## Contenido
Narra de forma autobiográfica el peregrinar físico a la vez que itinerario espiritual para alcanzar el conocimiento de la oración interior continua de un peregrino anónimo o starets, a través de la Rusia del mediados del siglo XIX. Toma el camino a la oración interior mediante la oración de Jesús como un método para acostumbrar al espíritu al recogimiento, y dar lugar a que se encienda en el espíritu la llama de la verdadera oración y del verdadero amor como camino hacia Dios.

## Historia
Este texto se publicó por primera vez en Kazán hacia el año 1865, en una edición muy descuidada.
Hasta 1884 no se hizo una edición correcta y accesible de esta obra. El libro fue impreso de nuevo en 1930 bajo la dirección del profesor Vyscheslávtsev.
Los relatos fueron publicados sin nombre de autor. Según el prefacio de la edición de 1884, el padre Paisius, abad del monasterio de San Miguel Arcángel de los cheremises en Kazán, había copiado su texto de un monje ruso del monte Athos, cuyo nombre se ignora.
Se pueden encontrar referencias al libro en las obras Los hermanos Karamázov(1880) de Fiódor Dostoyevski, en Franny y Zooey (1961) de J. D. Salinger y en El Reino (2014) de Emmanuel Carrère